# دایشو

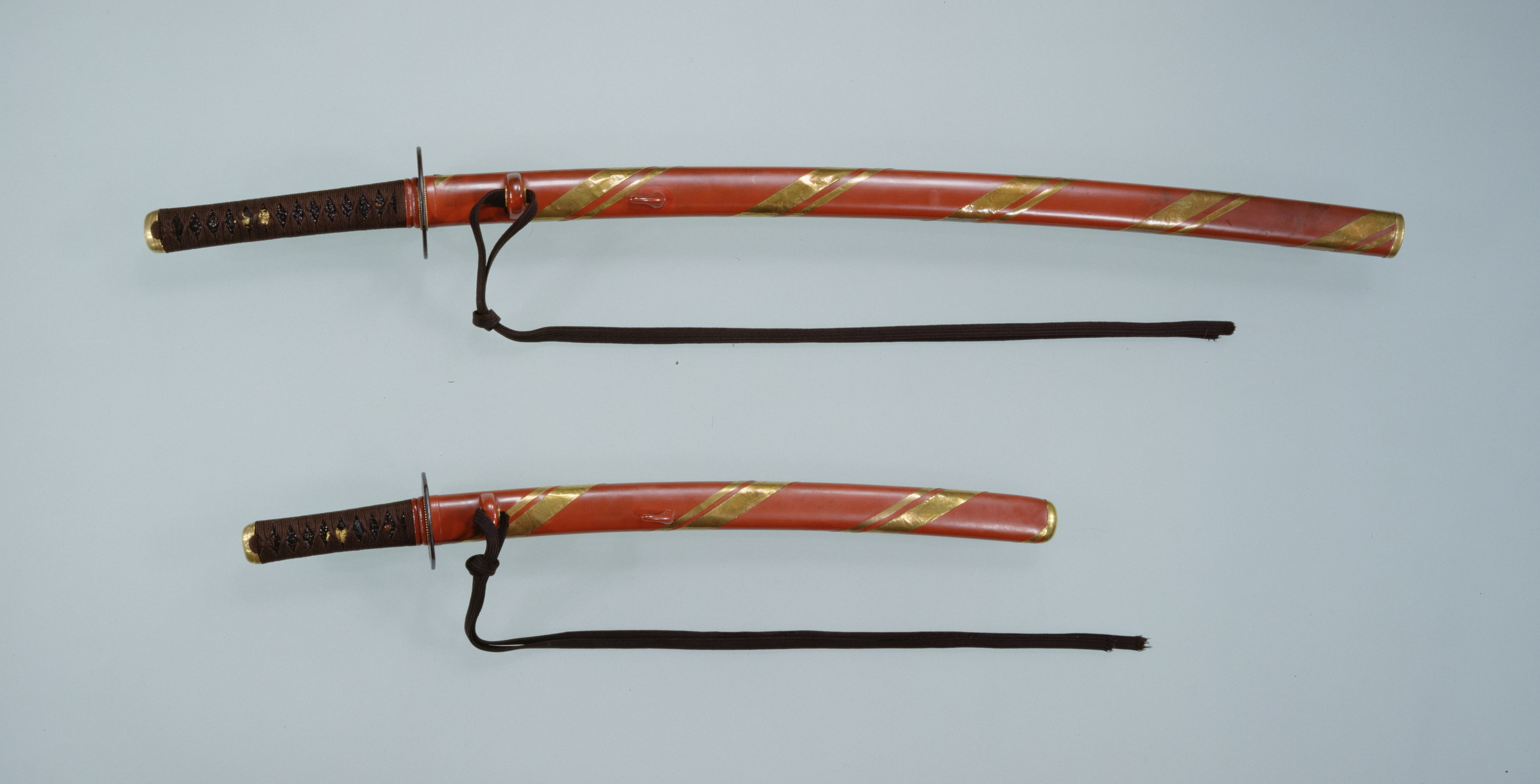
شمشیر به سبک دایشو، نوار طلا روی زمینه قرمز. در قرن شانزدهم، دوره آزوچی–مومویاما. اموال مهم فرهنگی در موزه ملی توکیو.

دایشو (به ژاپنی: 大小 Daishō) به معنای بزرگ-کوچک یک اصطلاح سنتی که برای یک جفت از شمشیرهای بلند و کوتاه ای است که مورد استفاده سامورایی‌ها قرار می‌گرفت. یک دایشو به‌طور معمول به عنوان کاتانا و واکیزاشی (یا تانتو) که در درون کوشیرای قرار دارند، به تصویر کشیده می‌شود، اما در اصل دایشو پوشیدن هر کاتانای بلند و کوتاه با هم بود.